# بيت رودريغيز
بيت رودريغيز (بالإنجليزية: Pete Rodriguez)‏ هو قائد فرقة ‏ وعازف بيانو أمريكي، ولد في 16 أبريل 1932 في ذا برونكس في الولايات المتحدة.

## وصلات خارجية
- بيت رودريغيز على موقع ميوزك برينز (الإنجليزية)
- بيت رودريغيز على موقع ديسكوغز (الإنجليزية)